# Eustala secta
Eustala secta Mello-Leitão, 1945 è un ragno appartenente alla famiglia Araneidae.

## Etimologia
Il nome della specie deriva dall'aggettivo latino sectus, -a, -um, cioè sezionato, diviso in più parti, per la configurazione del cefalotorace.

## Caratteristiche
L'olotipo femminile rinvenuto ha dimensioni: cefalotorace lungo 1,9mm, largo 1,6mm; la formula delle zampe è 1243.

## Distribuzione
La specie è stata rinvenuta in Brasile: nei pressi di Derrubadas, nello stato di Rio Grande do Sul.

## Tassonomia
Al 2014 non sono note sottospecie e dal 2010 non sono stati esaminati nuovi esemplari.